# إبراهيم آباد (مقاطعة دهغلان)
إبراهيم‌ آباد (بالفارسية: ابراهیم‌ آباد) هي قرية تقع في قسم قوري تشاي الريفي (مقاطعة دهغلان) في إيران. يقدر عدد سكانها بـ 163 نسمة .